# Holzstraße 19 (Düren)

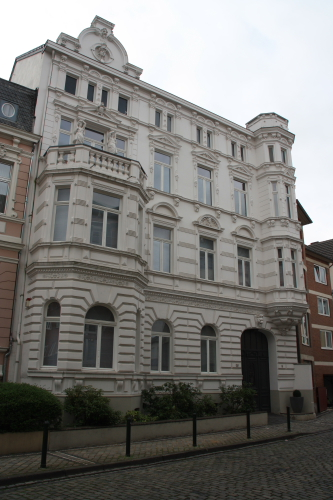
Das Haus Holzstr. 19

Das Wohnhaus Holzstraße 19 ist ein denkmalgeschütztes Gebäude in Düren, Nordrhein-Westfalen. Es steht in der Holzstraße in der Innenstadt, in der noch mehrere denkmalgeschützte Gebäude stehen.
Das Haus wurde um 1890 von Friedrich Lennartz erbaut. Von 1906 bis 1944 war in dem Gebäude das Hauptzollamt untergebracht. Lennartz wohnte im Haus Kaiserplatz 9. Der 3½-geschossige Bau hat fünf Achsen mit Neorenaissance-Schmuckformen. Die Stuckfassade hat im zweiten Obergeschoss Karyatiden. Das Erkertürmchen hatte ursprünglich ein spitzes Turmdach.
Das Haus war das ehemalige Wohnhaus des Uhrmachers Friedrich Lennartz. Er hatte in der Wirtelstraße eine Handlung für Uhren, mechanische Musikwerke, Brillen und optische Geräte. Nach dem Tod der Witwe kam das Haus Holzstraße 19 in den Besitz der Familie Innecken, die im Haus Markt 28 ein Ingenieurbüro betrieb (heute Spielhalle). Die Familie besitzt das Haus heute (2022) noch.
Das Bauwerk ist unter Nr. 1/022 in die Denkmalliste der Stadt Düren eingetragen.